# Bokak
Bokak oder auch Taongi (deutsch veraltet: Petrelinsel; Gaspar Rico und Smyth Island, San Bartolomeo) ist das nördlichste Atoll der Ratak-Kette und somit die nördlichste Landmasse der Marshallinseln. Das unbewohnte Atoll hat eine Landfläche von 3,24 km² bei einer Lagunenfläche von 78,04 km². Das 280 km entfernte Atoll Bikar liegt Bokak am nächsten.
Die wichtigsten Inseln, von Norden nach Süden aus gesehen, sind:
- North Island
- Kamwome
- Bwdije (Bwideje)
- Sibylla Island (Jipila)
- Pokak (Bok-ak)
- Bwokwla (Bok-ḷā)

Auf der Insel sind u. a. Fregattvögel und die Australische Seeschwalbe heimisch.
Die Insel wurde am 21. August 1526 von dem spanischen Entdecker Alonso de Salazar zuerst gesichtet und San Bertolomeo genannt. Ein Landgang schlug allerdings fehl.
Auf dem Atoll wurden 1988 die Überreste des acht Jahre zuvor verschollenen Fischerboots Sarah Joe sowie die sterblichen Überreste eines der fünf Männer an Bord begraben gefunden.